# Paloh Pupu
Paloh Pupu is een bestuurslaag in het regentschap Bireuen van de provincie Atjeh, Indonesië. Paloh Pupu telt 147 inwoners (volkstelling 2010).